# Andrea Bergamo
Andrea Bergamo (Padova, 23 ottobre 1964) è un allenatore di calcio ed ex calciatore italiano, di ruolo centrocampista.

## Carriera

### Giocatore
Dopo aver giocato per due anni nelle giovanili del Padova, debutta nei dilettanti con l'Abano dove gioca dal 1982 al 1984 (47 presenze e 6 gol). L'esordio tra i professionisti avviene nella stagione 1984-1985 in Serie C2 con la Pievigina dove mette a segno 6 gol in 34 partite. Sale di categoria la stagione successiva approdando al Fano in Serie C1 dove gioca 33 partite segnando 3 gol.
Dal 1986 al 1992 gioca al Modena prima in Serie B poi in Serie C1 e poi ancora in Serie B, poi nuovamente nella stagione 1993-1994 sempre in Serie B per un totale di 183 partite e 7 gol. Nel 1992-1993 veste la maglia del Perugia collezionando 32 presenze.

Bergamo al Bologna nel 1996

Dal 1994 al 1997 è protagonista con il Bologna di una cavalcata che in tre anni porta gli emiliani dalla Serie C1 alla Serie A, con cui giocerà 9 partite nella massima serie. Il periodo tra il 1997 e il 2000 lo vede vestire la maglia del Ravenna (85 presenze e 2 gol). Veste in seguito la maglia della squadra della sua città natale il Padova in Serie C1 nel 2002-2003 dopo aver ottenuto la promozione nella stagione 2000-2001 di Serie C2.
Termina infine la sua carriera di calciatore tra i dilettanti nel 2003–2004, disputando il campionato di Eccellenza con la maglia dell'Este.

### Allenatore
Nel gennaio 2006 diventa il vice di Maurizio Pellegrino al Padova, fino all'esonero dell'allenatore siciliano. Nella stagione 2008-2009 di Prima Divisione è stato vice di Gianluca Atzori al Ravenna, mentre nella stagione 2009-2010 affianca il nuovo tecnico Vincenzo Esposito, sempre alla guida dei romagnoli.
A partire dalla stagione 2010-2011 affianca il tecnico Atzori, prima alla Reggina in Serie B, quindi alla Sampdoria; il 13 novembre 2011, a seguito della sconfitta interna per (1-0) contro il Vicenza, e con un totale di 22 punti in 15 partite, Atzori viene esonerato insieme a tutto il suo staff. Il 5 gennaio 2013 si trasferisce assieme ad Atzori allo Spezia, in Serie B; il successivo 23 febbraio Atzori e il suo staff vengono sollevati dall'incarico. Il 16 giugno 2013 torna a distanza di due anni alla Reggina, sempre come vice di Atzori; il 21 ottobre dello stesso anno Atzori e il suo staff vengono sollevati dall'incarico.
Da luglio a novembre 2015 è stato il vice di Mario Petrone all'Ascoli. Successivamente, con l'arrivo di Devis Mangia diventa osservatore della squadra marchigiana. Il 10 giugno 2016, con l'approdo di Oscar Brevi sulla panchina del Padova, torna dopo un decennio in seno alla squadra veneta come vice; il 21 giugno 2017, con l'arrivo di Pierpaolo Bisoli alla guida dei biancoscudati, Brevi e il suo staff vengono sollevati dall'incarico.

## Palmarès

### Giocatore
- Campionato italiano Serie C1: 2

Modena: 1989-1990 (girone A)
Bologna: 1994-1995 (girone A)
- Campionato italiano di Serie B: 1

Bologna: 1995-1996
- Campionato italiano Serie C2: 1

Padova: 2000-2001 (girone A)